# テトラキス(ジメチルアミノ)エチレン
テトラキス(ジメチルアミノ)エチレン (tetrakis(dimethylamino)ethylene) とは、エチレンの4個の水素がジメチルアミノ基に置き換わったエナミン。TDAE、TMAE と略称される。

## 合成
テトラキス(ジメチルアミノ)エチレンの合成は 1950年に報告された。1963年に報告された改良法では、まず (ジメトキシメチル)ジメチルアミンをジメチルアミンと反応させる
ここで得られる生成物を蒸留装置で加熱すると、メタノールを放出しながら縮合し、テトラキス(ジメチルアミノ)エチレンが生成する。

## 利用
テトラキス(ジメチルアミノ)エチレンは空気中の酸素分子を還元するだけの強い還元力を持つ。例えば、α-ブロモケトン類を還元的に縮合させて1,4-ジケトンに変える。。
フラーレン C60 に1電子を与え、アニオンラジカルに変える。このアニオンラジカルは低温 (16.1 K) で有機磁石として振る舞う。
テトラキス(ジメチルアミノ)エチレンは酸素で酸化されると青い化学発光を示す。この性質を利用して、手を青く光らせる演示実験に利用できる。